# Elecciones provinciales de San Luis de 1973
Las elecciones generales de la provincia de San Luis de 1973 tuvieron lugar entre marzo y abril del mencionado año con el objetivo de restaurar las instituciones democráticas constitucionales de la provincia después de casi siete años de la dictadura militar autodenominada Revolución Argentina, y a dieciocho años de proscripción del Partido Justicialista (PJ) de la vida política argentina. Se debía elegir al Gobernador para el período 1973-1977 y a los 30 escaños de la Legislatura Provincial. El candidato del Partido Justicialista, Elías Adre, obtuvo una amplia pluralidad con el 40,55% de los votos, sin alcanzar el porcentaje suficiente para evitar una segunda vuelta electoral o balotaje contra Guillermo Belgrano Rawson, de la Movimiento Popular Provincial, que había alcanzado solo el 15,54% de los sufragios en la primera vuelta. El balotaje se realizó el 15 de abril y Adre obtuvo una aplastante victoria, con el 68,35% de los votos.

## Resultados

### Gobernador
| Candidato                          | Partido                            | Partido                                | 1ª vuelta | 1ª vuelta | 2ª vuelta | 2ª vuelta |
| Candidato                          | Partido                            | Partido                                | Votos     | %         | Votos     | %         |
| ---------------------------------- | ---------------------------------- | -------------------------------------- | --------- | --------- | --------- | --------- |
| Elías Adre                         |                                    | Partido Justicialista                  | 40.205    | 40,55     | 63.342    | 68,35     |
| Guillermo Belgrano Rawson          |                                    | Movimiento Popular Provincial          | 15.405    | 15,54     | 29.325    | 31,65     |
|                                    |                                    | Movimiento de Integración y Desarrollo | 11.838    | 11,94     |           |           |
|                                    |                                    | Unión Cívica Radical                   | 10.096    | 10,18     |           |           |
|                                    |                                    | Partido Demócrata Liberal              | 8.487     | 8,56      |           |           |
|                                    |                                    | Unión Popular                          | 7.186     | 7,25      |           |           |
|                                    |                                    | Nueva Fuerza                           | 3.249     | 3,28      |           |           |
|                                    |                                    | Alianza Popular Revolucionaria         | 2.292     | 2,31      |           |           |
|                                    |                                    | Partido Socialista de los Trabajadores | 387       | 0,39      |           |           |
|                                    |                                    |                                        |           |           |           |           |
| Votos válidos                      | Votos válidos                      | Votos válidos                          | 99.145    | 97,01     | 92.667    | 96,59     |
| Votos en blanco                    | Votos en blanco                    | Votos en blanco                        | 2.557     | 2,50      | 2.780     | 2,90      |
| Votos anulados                     | Votos anulados                     | Votos anulados                         | 499       | 0,49      | 496       | 0,52      |
| Total de votos                     | Total de votos                     | Total de votos                         | 102.201   | 100       | 95.943    | 100       |
| Votantes registrados/participación | Votantes registrados/participación | Votantes registrados/participación     | 119.035   | 85,86     | 119.035   | 80,60     |
| Fuente:                            |                                    |                                        |           |           |           |           |

### Cámara de Diputados
| Partido                            | Partido                                | Votos   | %     | Bancas |
| ---------------------------------- | -------------------------------------- | ------- | ----- | ------ |
|                                    | Partido Justicialista                  | 40.305  | 41,17 | 17/30  |
|                                    | Movimiento Popular Provincial          | 13.979  | 14,28 | 5/30   |
|                                    | Movimiento de Integración y Desarrollo | 10.909  | 11,14 | 4/30   |
|                                    | Unión Cívica Radical                   | 10.716  | 10,95 | 2/30   |
|                                    | Partido Demócrata Liberal              | 8.523   | 8,71  | 1/30   |
|                                    | Unión Popular                          | 7.657   | 7,82  | 1/30   |
|                                    | Nueva Fuerza                           | 3.085   | 3,15  |        |
|                                    | Alianza Popular Revolucionaria         | 2.355   | 2,41  |        |
|                                    | Partido Socialista de los Trabajadores | 375     | 0,38  |        |
|                                    |                                        |         |       |        |
| Votos válidos                      | Votos válidos                          | 97.904  | 95,80 |        |
| Votos en blanco                    | Votos en blanco                        | 3.798   | 3,72  |        |
| Votos anulados                     | Votos anulados                         | 499     | 0,49  |        |
| Total de votos                     | Total de votos                         | 102.201 | 100   |        |
| Votantes registrados/participación | Votantes registrados/participación     | 119.035 | 85,86 |        |
| Fuente:                            |                                        |         |       |        |

#### Resultados por secciones electorales
| 1º Sección Electoral 12 Diputados  | 1º Sección Electoral 12 Diputados      | 1º Sección Electoral 12 Diputados | 1º Sección Electoral 12 Diputados | 1º Sección Electoral 12 Diputados | 1º Sección Electoral 12 Diputados |
| Partido                            | Partido                                | Votos                             | %                                 | Bancas                            | Electos |
| ---------------------------------- | -------------------------------------- | --------------------------------- | --------------------------------- | --------------------------------- | --- |

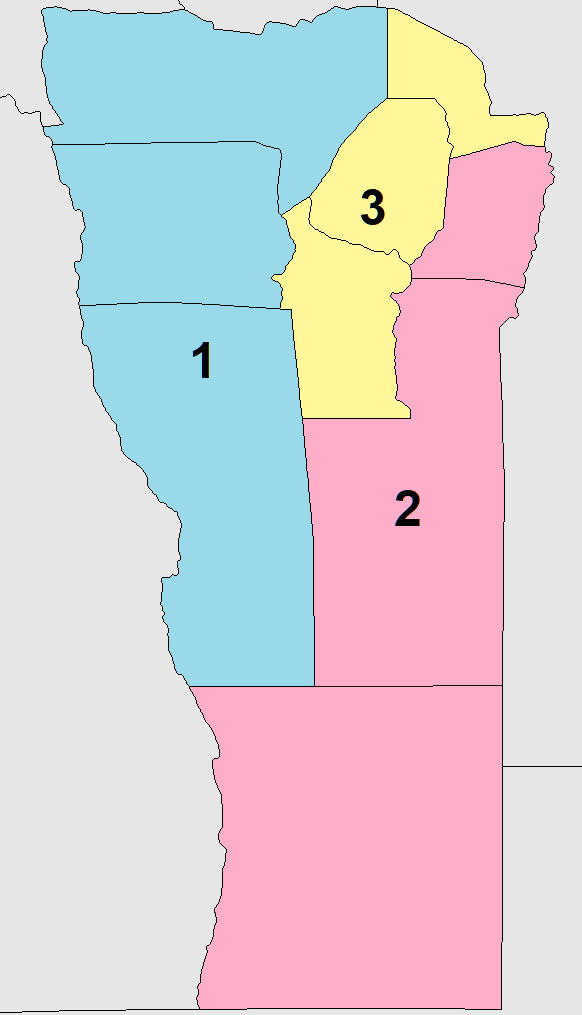
Secciones electorales de San Luis:
1ª Sección
2ª Sección
3ª Sección

|                                    | Partido Justicialista                  | 17.285                            | 40,99                             | 7/12                              | Ver electos: - Jorge Niño - Adolfo Rodríguez Saá - Tomás Dante Ferrara - Zenón Godofredo Lima - José María Roca - Héctor León Romero Báez - María Rita Aurora Morán de Cortez |
|                                    | Movimiento Popular Provincial          | 7.498                             | 17,78                             | 3/12                              | Ver electos: - Guillermo Alberto Olivella - Francisco Vicente Zupo - Frumencio Dalmiro Ponce                                                                                  |
|                                    | Movimiento de Integración y Desarrollo | 5.354                             | 12,70                             | 2/12                              | - Rodolfo Eduardo Bravo - Raimundo Ortiz |
|                                    | Unión Cívica Radical                   | 2.927                             | 6,94                              |                                   | |
|                                    | Partido Demócrata Liberal              | 2.881                             | 6,83                              |                                   | |
|                                    | Unión Popular                          | 2.391                             | 5,67                              |                                   | |
|                                    | Nueva Fuerza                           | 2.118                             | 5,02                              |                                   | |
|                                    | Alianza Popular Revolucionaria         | 1.505                             | 3,57                              |                                   | |
|                                    | Partido Socialista de los Trabajadores | 212                               | 0,50                              |                                   | |
|                                    |                                        |                                   |                                   |                                   | |
| Votos válidos                      | Votos válidos                          | 42.171                            | 96,87                             |                                   | |
| Votos en blanco                    | Votos en blanco                        | 1.097                             | 2,52                              |                                   | |
| Votos anulados                     | Votos anulados                         | 267                               | 0,61                              |                                   | |
| Total de votos                     | Total de votos                         | 43.535                            | 100                               |                                   | |
| Votantes registrados/participación | Votantes registrados/participación     | 51.415                            | 84,67                             |                                   | |
| 2º Sección Electoral 12 Diputados  |                                        |                                   |                                   |                                   | |
| Partido                            | Partido                                | Votos                             | %                                 | Bancas                            | Electos |
|                                    | Partido Justicialista                  | 17.224                            | 42,24                             | 7/12                              | Ver electos: - Rodolfo Garciarena - Horacio Armando Carena - José Flores - José Frades - Víctor Manuel Novillo - Mateo Abdón Peñaloza - Ennio Nazareno Ricobelli              |
|                                    | Unión Cívica Radical                   | 6.857                             | 16,82                             | 2/12                              | - Eduardo Serafín Cimoli - Obdulio Walter Domínguez |
|                                    | Partido Demócrata Liberal              | 4.419                             | 10,84                             | 1/12                              | - Alejandro Oviedo |
|                                    | Movimiento Popular Provincial          | 4.101                             | 10,06                             | 1/12                              | - Carlos Alberto Aguilera |
|                                    | Movimiento de Integración y Desarrollo | 3.844                             | 9,43                              | 1/12                              | - José D'Onofrio |
|                                    | Unión Popular                          | 2.805                             | 6,88                              |                                   | |
|                                    | Nueva Fuerza                           | 697                               | 1,71                              |                                   | |
|                                    | Alianza Popular Revolucionaria         | 667                               | 1,64                              |                                   | |
|                                    | Partido Socialista de los Trabajadores | 158                               | 0,39                              |                                   | |
|                                    |                                        |                                   |                                   |                                   | |
| Votos válidos                      | Votos válidos                          | 40.772                            | 95,45                             |                                   | |
| Votos en blanco                    | Votos en blanco                        | 1.772                             | 4,15                              |                                   | |
| Votos anulados                     | Votos anulados                         | 171                               | 0,40                              |                                   | |
| Total de votos                     | Total de votos                         | 42.715                            | 100                               |                                   | |
| Votantes registrados/participación | Votantes registrados/participación     | 48.746                            | 87,63                             |                                   | |
| 3º Sección Electoral 6 Diputados   |                                        |                                   |                                   |                                   | |
| Partido                            | Partido                                | Votos                             | %                                 | Bancas                            | Electos |
|                                    | Partido Justicialista                  | 5.796                             | 38,74                             | 3/6                               | Ver electos: - Abraham Sirur Flores - Aldo Arsenio Díaz - Cosme Rafael Torres                                                                                                 |
|                                    | Unión Popular                          | 2.461                             | 16,45                             | 1/6                               | - Fermín Lorenzo Romero |
|                                    | Movimiento Popular Provincial          | 2.380                             | 15,91                             | 1/6                               | - Víctor Nicanor Liceda |
|                                    | Movimiento de Integración y Desarrollo | 1.711                             | 11,44                             | 1/6                               | - Gilberto Félix Rodríguez |
|                                    | Partido Demócrata Liberal              | 1.223                             | 8,17                              |                                   | |
|                                    | Unión Cívica Radical                   | 932                               | 6,23                              |                                   | |
|                                    | Nueva Fuerza                           | 270                               | 1,80                              |                                   | |
|                                    | Alianza Popular Revolucionaria         | 183                               | 1,22                              |                                   | |
|                                    | Partido Socialista de los Trabajadores | 5                                 | 0,03                              |                                   | |
|                                    |                                        |                                   |                                   |                                   | |
| Votos válidos                      | Votos válidos                          | 14.961                            | 93,79                             |                                   | |
| Votos en blanco                    | Votos en blanco                        | 929                               | 5,82                              |                                   | |
| Votos anulados                     | Votos anulados                         | 61                                | 0,38                              |                                   | |
| Total de votos                     | Total de votos                         | 15.951                            | 100                               |                                   | |
| Votantes registrados/participación | Votantes registrados/participación     | 18.874                            | 84,51                             |                                   | |